# Баноджа
Баноджа (груз. ბანოჯა) — село в Грузії.
За даними перепису населення 2014 року в селі проживає 1641 особа.

## Люди
В селі народився Баланчивадзе Мелітон Антонович (1863—1937) — грузинський радянський композитор і музично-громадський діяч, один з основоположників грузинської професійної музики.